# ING Bank Śląski
ING Bank Śląski SA (Bank Śląski S.A., Bank Śląski w Katowicach S.A.) – bank komercyjny z siedzibą w Katowicach, świadczący usługi bankowe dla klientów indywidualnych oraz firm i instytucji (bank uniwersalny). Jest 5. bankiem w Polsce pod względem wartości aktywów. W II kwartale 2021 bank obsługiwał ponad 4,3 mln klientów detalicznych oraz ponad 504 tys. klientów korporacyjnych.

## Historia

### Powstanie i prywatyzacja banku
Powstał jako Bank Śląski w 1988 w wyniku wyodrębnienia z NBP. W 1991 został przekształcony z banku państwowego w spółkę akcyjną. 

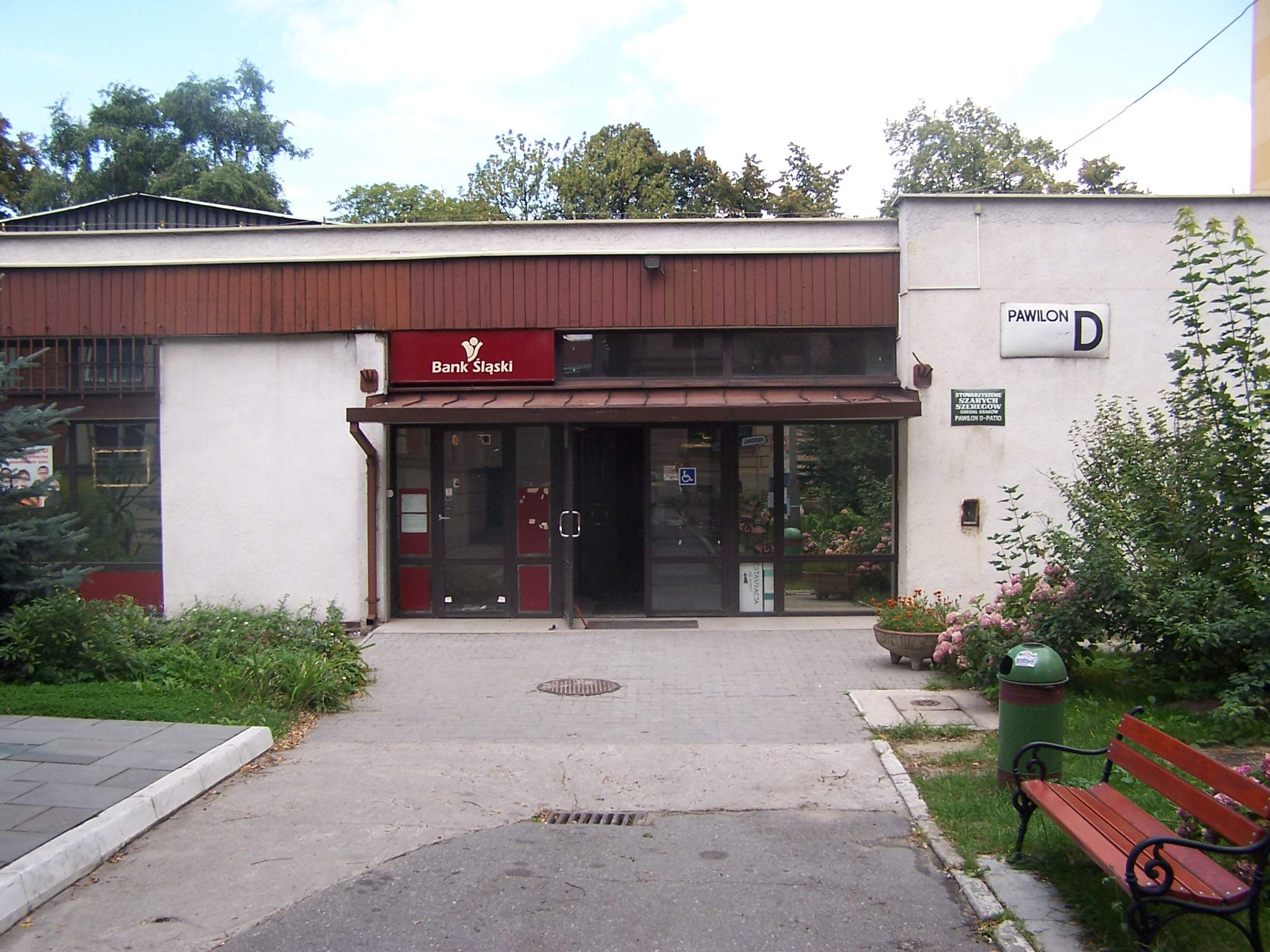
Placówka Banku Śląskiego w Krakowie

W styczniu 1994 rozpoczął się proces prywatyzacji banku. 13 stycznia 1994 Skarb Państwa sprzedał mniejszościowy pakiet akcji ING Bank N.V. Dwa tygodnie później odbył się debiut akcji na Giełdzie Papierów Wartościowych w Warszawie i wzbudził kontrowersje. Cena emisyjna była 13,5 razy niższa niż cena akcji ustalona podczas pierwszego notowania giełdowego, co umożliwiło osiągnięcie szybkich i wysokich zysków. Największe pakiety wśród nabywców indywidualnych posiadali pracownicy banku, którzy otrzymali je po cenie preferencyjnej i w liczbie nieobjętej redukcjami. Równolegle, wysoka liczba zapisów na akcję przez ponad 800 tys. inwestorów niezwiązanych z ING spowodowała znaczne redukcje przydziału, do 3 na osobę. Wśród pracowników banku zdecydowanych na sprzedaż podczas pierwszych sesji giełdowych był również prezes firmy, Marian Rajczyk, pełniący tę funkcję nieprzerwanie od powstania spółki. Akcjonariusze niezwiązani z bankiem napotkali problemy z zawieraniem transakcji sprzedaży udziałów podczas sesji giełdowych i nie mogli zrealizować zysków. Za przyczynę tego podaje się niewydolne procesy związane z weryfikacją prawa do akcji i ich sprzedaży, ponieważ do weryfikacji 800 tys. świadectw depozytowych spółka skierowała 5 osób.
Kontrowersje związane z pierwszymi tygodniami notowań akcji skutkowały odwołaniem Rajczyka z zajmowanej funkcji przez radę nadzorczą. Było to pierwsze odwołanie prezesa zarządu polskiego banku z zajmowanej funkcji w tym trybie po 1989. Premier Waldemar Pawlak odwołał również odpowiedzialnego za nadzór nad procesem prywatyzacji wiceministra finansów Stefana Kawalca, bez konsultacji z jego przełożonym Markiem Borowskim. Wskutek tych działań dymisję złożył sam Borowski. Publicznie proces prywatyzacji krytykował minister przekształceń własnościowych Wiesław Kaczmarek.
Prywatyzacja ta była przedmiotem postępowań prokuratorskich, procesów karnych (niezakończonych jednak wyrokami skazującymi) oraz kontroli przeprowadzonych niezależnie przez Komisję Papierów Wartościowych oraz Najwyższą Izbę Kontroli. Procesy cywilne wytaczane bankowi w związku z tymi wydarzeniami kończyły się wyrokami skazującymi. Procesem tej prywatyzacji zajmowała się także Komisja śledcza ds. banków i nadzoru bankowego, działająca w latach 2006–2007.
Mimo kontrowersji doradca Skarbu Państwa, bank BNP Paribas, otrzymał wynagrodzenie w wysokości 1,7 mln USD za wsparcie procesu prywatyzacji.
W 1994 bank zmienił też nazwę, na Bank Śląski.
W 1995 Brunon Bartkiewicz został prezesem zarządu banku po raz pierwszy. Funkcję pełnił do 2000, kiedy zastąpił go Marian Czakański.
W 1996 w wyniku dwóch transakcji sprzedaży akcji przez Skarb Państwa poza giełdą, większościowym udziałowcem banku zostało ING.
W 2000 bank założył specjalistyczny bank hipoteczny pod nazwą Śląski Bank Hipoteczny.

### ING Bank Śląski

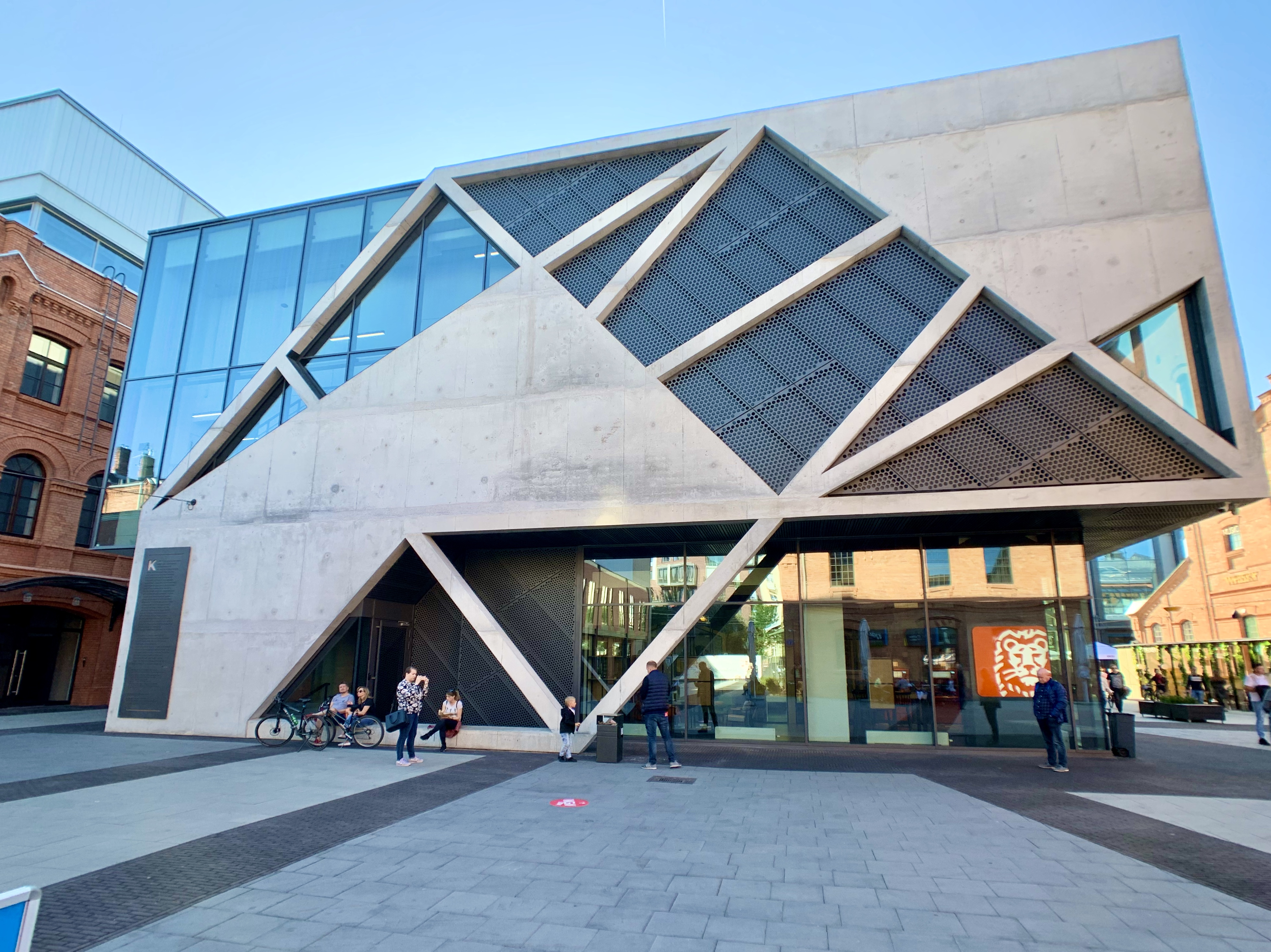
Placówka banku w Centrum Praskie Koneser w Warszawie (2019)

W 2001 bank Śląski połączono z ING Bank N.V. Oddział w Polsce z siedzibą w Warszawie. Od tego czasu bank używa nazwy ING Bank Śląski. W tym samym roku decyzją Komisji Nadzoru Bankowego bank objął zarząd nad Wielkopolskim Bankiem Rolniczym z uwagi na jego złą sytuacją finansową i go wchłonął.
W 2004 Bartkiewicz zastąpił Czakańskiego i funkcję prezesa banku pełnił do 2009.
W 2013 bank wchłonął swoją spółkę zależną, ING Bank Hipoteczny, dawniej Śląski Bank Hipoteczny.
W 2016 rada nadzorcza powołała Brunona Bartkiewicza na stanowisko prezesa zarządu banku po raz trzeci, odwołując Małgorzatę Kołakowską.
W 2017 bank przejął Bieszczadzką SKOK w Sanoku, będącą w stanie niewypłacalności.

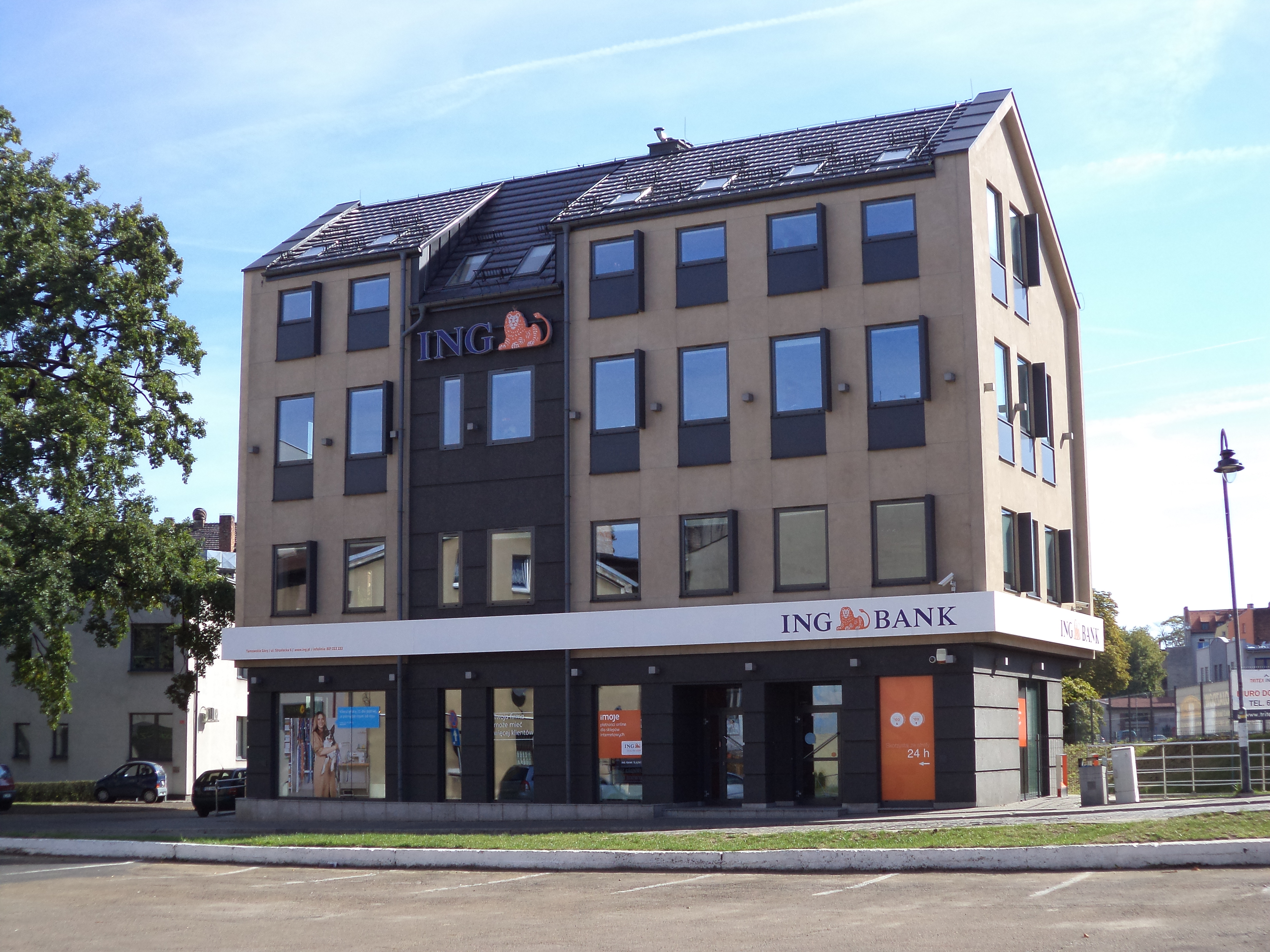
Placówka banku w Tarnowskich Górach (2018)

W 2019 bank założył specjalistyczny bank hipoteczny pod nazwą ING Bank Hipoteczny.

W 2022 roku ING Usługi dla Biznesu, czyli spółka ING Banku Śląskiego, utworzyła platformę Firmove, skierowaną do przedsiębiorców i przedsiębiorczyń oraz osób, które chcą prowadzić działalność gospodarczą w Polsce.

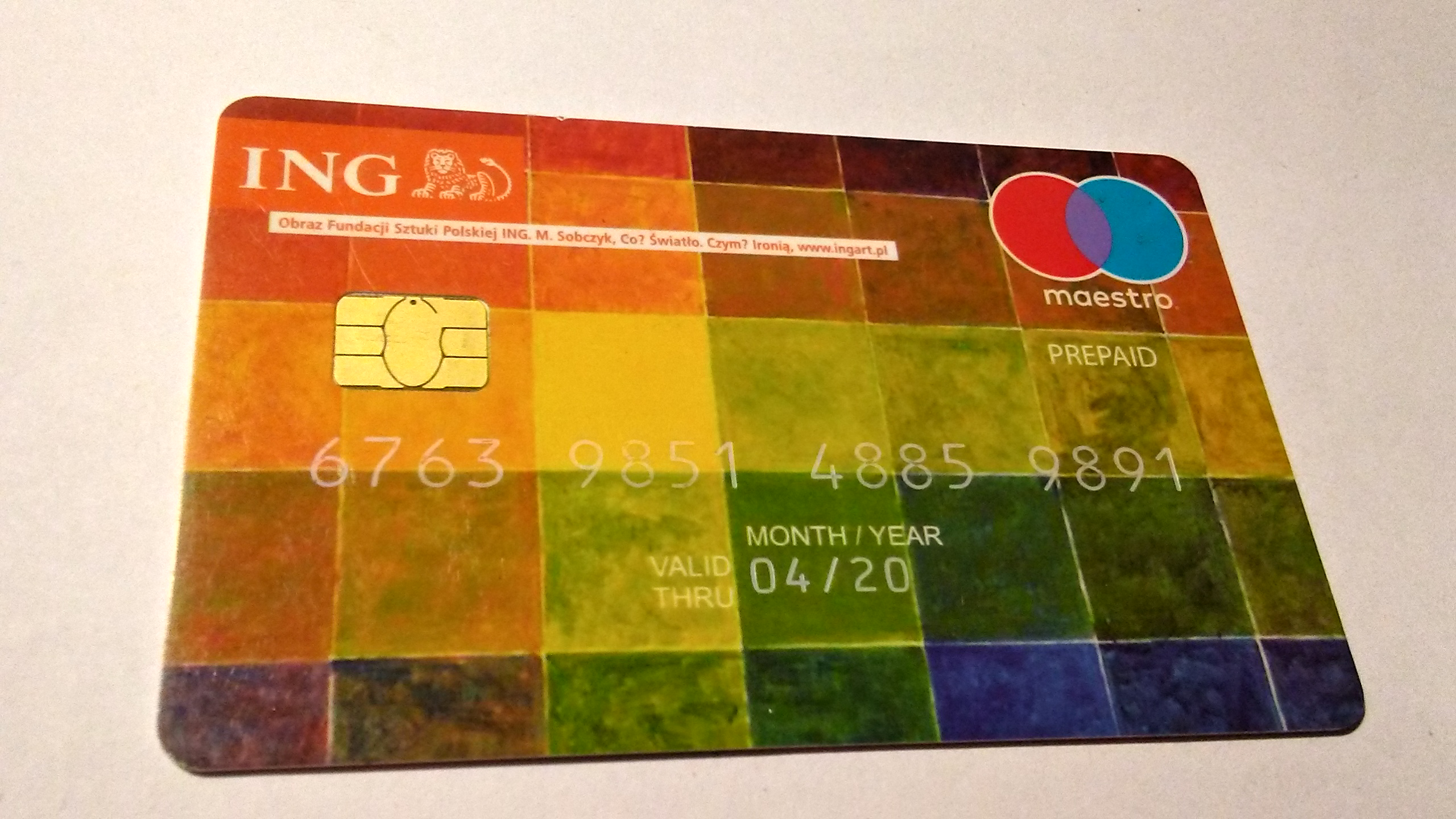
Karta przedpłacona wydana przez bank (2020)

## Prezesi zarządu banku
- 1988–1994: Marian Rajczyk
- 1995–2000: Brunon Bartkiewicz
- 2000–2004: Marian Czakański
- 2004–2009: Brunon Bartkiewicz
- 2010–2016: Małgorzata Kołakowska
- 2016–2025: Brunon Bartkiewicz[9]
- od 2025: Michał Bolesławski[16]

## Akcjonariat
Kapitał akcyjny ING Banku Śląskiego wynosi 130,1 mln zł i dzieli się na 92,6 mln akcji zwykłych serii A i 37,5 mln akcji zwykłych serii B o wartości nominalnej 1 zł każda akcja.
Akcjonariusze:
- ING Groep N.V. – 75%
- Allianz Polska Otwarty Fundusz Emerytalny – 8,69%
- Pozostali – 16,31%[17]

## Spółki zależne
- ING Lease (Polska) Sp. z o.o.
- ING Commercial Finance S.A.
- ING Bank Hipoteczny S.A.
- ING Usługi dla Biznesu S.A.
- Nowe Usługi S.A
- Solver Sp. z o.o.
- ING Investment Holding (Polska) S.A[18]

## Fundacje korporacyjne
- Fundacja ING Dzieciom
- Fundacja Sztuki Polskiej ING(inne języki)[18]

Kolekcja Fundacji Sztuki obejmuje prace stworzone po 1990 roku przez polskich artystów. W 2023 roku kolekcja obejmowała ponad 250 prac takich artystów jak Stefan Gierowski, Edward Dwurnik, Leon Tarasewicz, Stanisław Fijałkowski, Jerzy Nowosielski, Wilhelm Sasnal, Aneta Grzeszykowska, Wojciech Bąkowski, Rafał Milach, Agnieszka Polska i Agata Ingarden.
Zgodnie ze statutem, jeśli Fundacja zakończy działalność, cała kolekcja zostanie przekazana do Zachęty – Narodowej Galerii Sztuki. Wystawa kolekcji i Nagroda Fundacji są organizowane podczas Warsaw Gallery Weekend.

### Nagroda Fundacji Sztuki Polskiej
- Nagroda 2024[20]
  - Nagroda Główna: Joanna Rajkowska[21]
  - Nagrody Specjalne: Karolina Balcer i Michalina Kacperak oraz galeria Łęctwo
- Nagroda 2023[22]
  - Nagrody Główne: Veronika Hapchenko oraz Marta Niedbał i Paweł Olszczyński
  - Nagroda Specjalna: Turnus
- Nagroda 2022[23]
  - Nagroda Główna: Karol Radziszewski
  - Nagroda Specjalna: Karolina Grzywnowicz
- Nagroda 2021[24]
  - Nagroda Główna: Zuzanna Bartoszek i Ala Savashevich
  - Nagroda Specjalna: Asymetria
- Nagroda 2020[25]
  - Nagroda Główna: Hanna Krzysztofiak
  - Nagroda Specjalna: Serce Człowieka
- Nagroda 2019[26]
  - Nagroda Główna: Mikołaj Sobczak
  - Nagroda Specjalna: Galeria Szara
- Nagroda 2018[27]
  - Nagroda Główna: Agnieszka Brzeżańska
  - Nagroda Specjalna: Dominika Olszowy
- Nagroda 2017[28]
  - Nagroda Główna: Katarzyna Przezwańska
  - Nagroda Specjalna: Diana Lelonek

## Nagrody i wyróżnienia[29]

### 2022
- ING zdobył 1. miejsce w kategorii „Bankowość mobilna” w konkursie Mobile Trends Awards 2022 za rozwój aplikacji mobilnej[30].

### 2021
- ING Bank Śląski po raz trzeci otrzymał Złoty Listek za działania z zakresu zrównoważonego rozwoju. Dodatkowo wyróżniona została dobra praktyka banku – Przeciwdziałanie skutkom pandemii COVID-19.
- Bank po raz szósty z rzędu zajął I miejsce w rankingu „Gwiazdy Bankowości 2021”, który ocenia całokształt działalności banku. ING uzyskał również pierwsze miejsca w kategoriach podsumowujących wzrost, efektywność, innowacyjność i relacje z klientami. Ranking jest organizowany przez Dziennik Gazetę Prawną i firmę doradczą PwC.
- ING Bank Śląski został liderem wśród banków pod względem udziału w dystrybucji środków unijnych w ramach inicjatywy „Kredyt na innowacje technologiczne”.
- ING Bank Śląski otrzymał dwie nagrody w XXVI edycji Rankingu Banków Miesięcznika Finansowego Bank 2021.
  - I miejsce w kategorii „Lider efektywności sektora bankowego w Polsce”
  - I miejsce w kategorii „Lider popularności wśród klientów banków”.

### 2020
- ING Bank Śląski otrzymał nagrodę Best Mobile Banking App w konkursie World’s Best Corporate/Institutional Digital Banks in Central & Eastern Europe 2020. Organizatorem konkursu jest międzynarodowy magazyn Global Finance.
- ING Bank Śląski otrzymał tytuł CEE’s Best Digital Bank. Wyróżnienie przyznała kapituła międzynarodowego konkursu Euromoney Awards of Excellence 2020. Organizatorem jest prestiżowy brytyjski magazyn Euromoney.
- ING Bank Śląski został potrójnie wyróżniony w konkursie Best Digital Solutions for SMEs w Europie Środkowo-Wschodniej. Kapituła nagrodziła bankowość internetową, bankowość mobilną oraz cyfrowe rozwiązania w zakresie finansowania dla małych i średnich firm.
- ING Bank Śląski otrzymał nagrodę główną w konkursie Siła Przyciągania za strategiczne podejście do działań well-being.